# 歩崎観音
歩崎観音（あゆみざきかんのん）は、茨城県かすみがうら市(旧新治郡出島村)坂にある寺院。山号は歩崎山。正式には宝性院歩崎山長禅寺という。

## 縁起
天平年間、聖武天皇の代に、行基菩薩が南都奈良において彫刻した十一面観音を旅の僧に与え、この僧侶が当地に至り、山上に一堂宇を建立して安置したといわれる。
なお、この観音像は、一説に一本の大木で三体の観音像を刻んだが、根本の材料で作られたものは下津村加茂の南円寺に、中ほどの材料で作られたものが歩崎に、先の方で刻まれたものは崎浜の寺に納められ、いずれも茨城の三観音として国宝級のものであるといわれる。
日光東照宮の豪華な建築が完成するまでには実に30有余年の歳月を要したが、日本全国から集まった名匠たちは、この期間に故郷へ帰ることもできずに仕事をしていたので、工事が終ってからも故郷に帰れなくなった人が多数いたらしく、その人々が関東や東北一円を、仕事と安住の地を求めて歩いた。そのひとりがたまたま当地へ辿り着き、一対の仁王像を彫刻して納めたと伝えられる。昭和23年（1948年）に真如苑 真澄寺が当寺の管理を引き継いでのち大修復を行った際に、この仁王像の眼の奥から一通の文書を発見した。それによると、
天文三年癸牛（1534年）、作者下総國香取郡佐原佛師吉兵衛重時、建立願主歩崎山主（中興の祖）厭蓮社淨誉集禮和尚
と書かれていた。
天治年中（1124年～1126年)、商船が悪風に遇い難破しそうになった所、船頭が「南無観世音菩薩」と唱えると、たちまち一菩薩が山上から降りてきて水の上を歩いてこられ、船を山裾の湖岸へ曳いていかれたので命拾いをした。そこからここが「歩崎」と呼ばれるようになったという。
その数十年後の寿永年間(1182〜1184)、竜女（乙姫さま）が難産にかかり、「もし観音様がこの難産を救わせ給わば、我れ金機（黄金で造った機織機）を奉納せん」と祈願した。それによって竜女は願い通り安産となったので、金機を奉納した。これは現在寺の宝物として伝えられているが、歩崎観音は33年に一度しか開帳されないので、この金機も同じく33年に一度しか拝観できない。
海量法師が住職を務め、大変な行神力をもって加持祈祷を修し、地元民の尊崇を集めていた。しかし法師は晩年、不慮の死（一説に霞ヶ浦に入水自殺したといわれる）により、無住の廃寺然となった。

## 管理維持

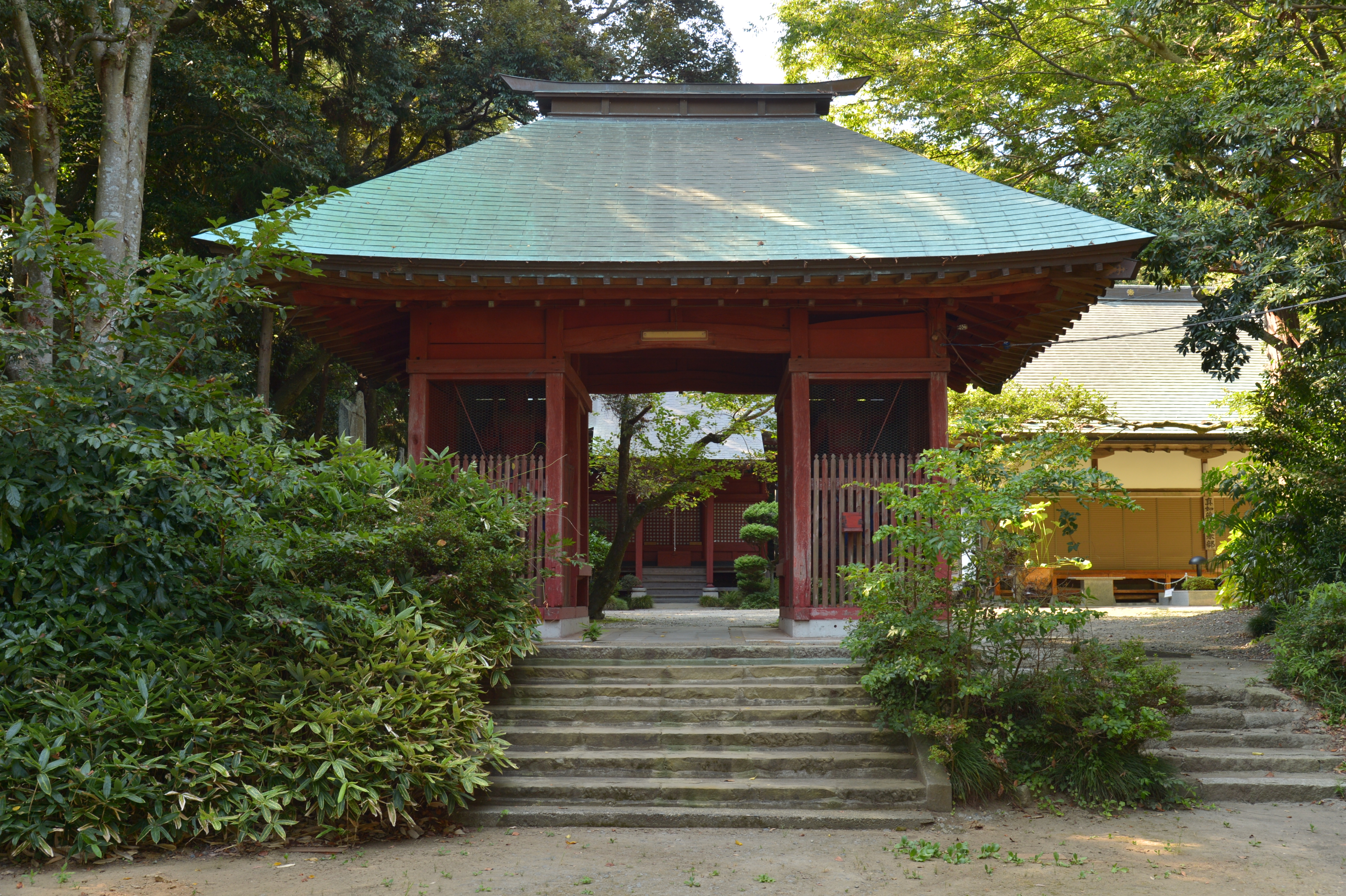
仁王門

以上のように、茨城県霞ヶ浦湖畔 旧新治郡出島村志渡崎の歩崎山長禅寺の歴史は古く、村民の尊崇を聚め人々が参詣する寺ではあったが、檀徒がおらず、時代の変遷とともに管理維持が困難になっていた。特に戦後は荒廃にまかせるままになっていた。空襲被弾による爆風に御堂は傾き扉は朽ち毀れ、仁王門の仁王像も倒れたままの状態であったという。昭和23年（1948年）、これを見かねた村の人々の相談を承けて当時の村長が伝手を頼って東京都立川市の寺院、真如苑（※ 終戦後 宗教団体法の廃止を機に真言宗から独立 当時は宗団名を まこと教団総本部真澄寺と称していた）に相談を持ちかけた。すなわち、“住職も不慮の死を遂げ、霊験あらたかな『観音様』が無住のまま荒れ放題になっている。このままでは廃寺になってしまう。” と窮状を訴えたのだった。そうしたところから新たに制定された宗教法人令に沿って、新宗団の地方本部支院として真澄寺で管理することになった。
奇しくもこの年は歩崎観音三十三年に一度の開帳の年目にあたっており、村長からの要請後すぐに話が進み、4月、真如苑の被包括寺院としての登記が済ませられ、8月に記念大祭を、10月、御開扉法要を行った。ちなみに、真澄寺伊藤真乗管長の令室で霊能家の伊藤友司=僧名 眞如 (※ 1950/5 加行を畢える。1951/6 宗教法人法に沿い、真如苑初代苑主に就任〈認証 1953/5〉。1967/8 真言宗総本山醍醐寺より有髪の女性としては初の大僧正の位階を授与される。)は同年の正月早々の読経中に、《頭にたくさん顔のついた観音さま》を透視 『観世音菩薩様は衆生をあはれみて応現し 爭いを鎮め お済度くださる。』と感得したと伝えられている。
昭和26年（1951年）には、荒廃していた庫裏を取り壊し、霞ヶ浦対岸(現在の茨城県行方市)にあって同じく廃寺となっていた旧行方郡繁昌村長泉寺の伽藍を買収し解体移築、本堂(観音堂)の傍に新たに修行道場(学林を兼ねる)として増設、翌27年3月に竣成した。なおこの年は真如苑では、いわゆる「昭和25年の法難」によって教団の財政事情は逼迫していたが、当時の村長や村民は些かも動じることなく理解を示し挙って浄財を寄進、一同一丸となっての200日にわたる奉仕協力によって無事落慶は成った。昭和27年（1952年）には公魚や白魚を釣る漁民や村民などの多くの水難の犠牲者を廻向供養してほしいという地元民からの要請により、9月、霞ヶ浦志渡崎湖畔にて初の怨親平等水施餓鬼廻向法要・灯篭流しを行った。以後毎年夏の旧盆には欠かすことなく観音堂で大護摩を奉修、湖畔で水施餓鬼廻向を修した。昭和33年（1958年）8月には真如苑の開祖(鎧檠山真澄寺開基上人)である伊藤真乗が自ら発願造立した2つ目の大涅槃像(3.3m 塑像 ※久遠常住釈迦牟尼如来）を安置、開眼供養を奉修した。現在、この建物(旧長泉寺伽藍)は真如苑の茨城本部になっている。
真如苑では荒廃していた堂宇や仁王門、また金毘羅権現社殿を大修復、景観を整え護持に努めていった。かつて旧稲敷郡阿見村には霞ヶ浦海軍航空隊(予科練として知られる。)があり、戦時下爆撃に晒された際、当地にも被弾、復原の機会もないまま放置されていたという。
この時代の記録すべき出来事として、当地出島村全域が1957(昭和32)年3月封切のカラー映画、監督今井正の代表作である『米』(東映製作)のロケ地となったことだ。土俗的な習俗や農村風景、霞ヶ浦特有の帆引き船、長禅寺境内での祭礼などが撮影された。(境内に撮影記念碑がある。)
(原作 脚色: 八木保太郎 音楽: 芥川也寸志 出演: 江原真二郎 中村雅子 南原伸二 中原ひとみ 原泉 望月優子 木村功 加藤嘉 山形勲ほか)  ※『米』東映映画 第31回キネマ旬報ベスト・テン第1位。
なお昭和56年（1981年）は伝承通り三十三年に一度御開帳の年目にあたるが、この年に伊藤真乗が感得し、また地元民の要請に応じて歩崎観音を教団の責任監理から旧来の地元信徒の管理へと返納している。恒例の灯篭流しは、1981年の夏を機に展り、富士河口湖、ハワイ海岸、台湾、沖縄ほかで行われている。

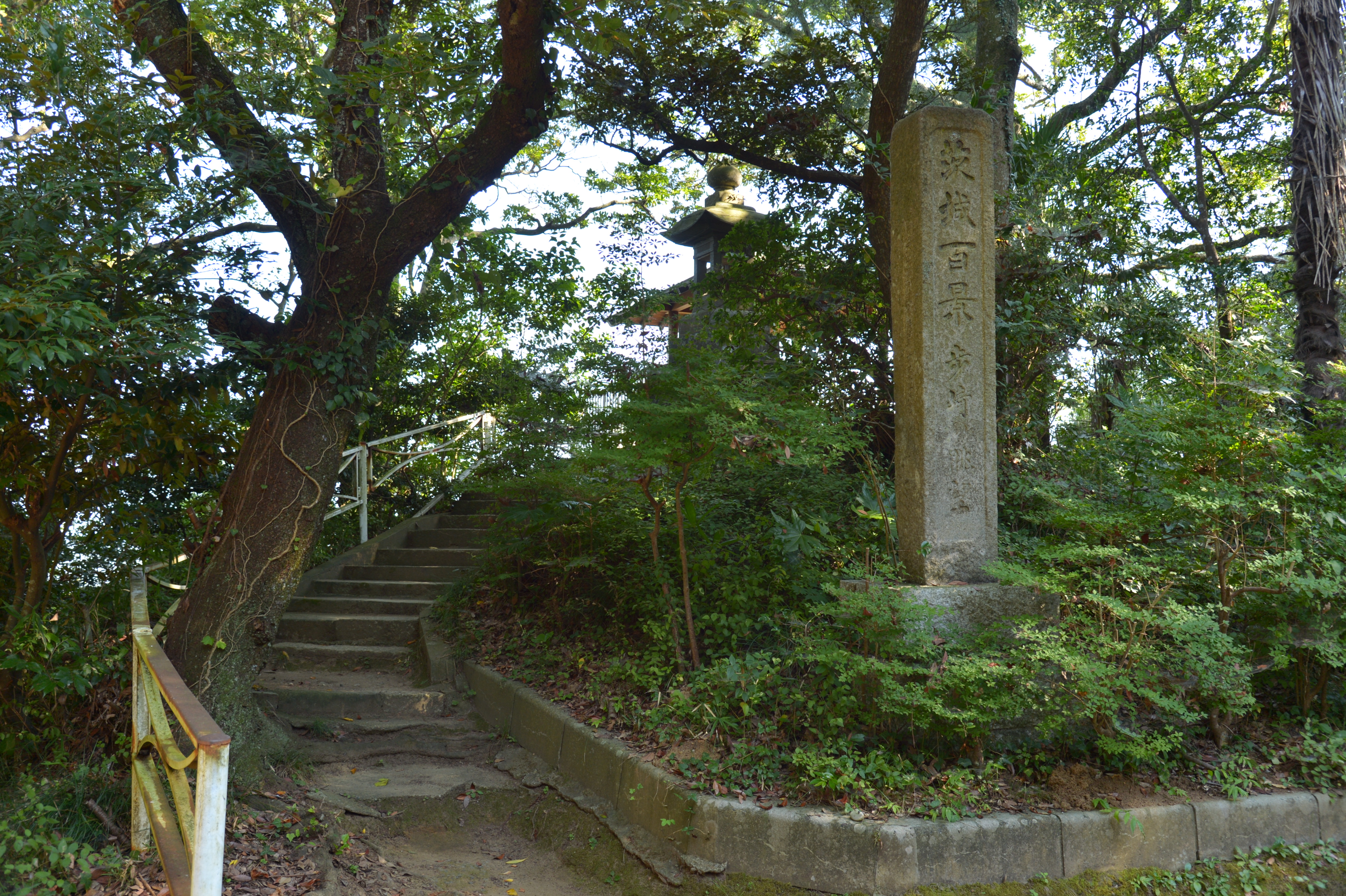
歩崎観音展望台にある茨城百景の石碑「歩崎の眺望」

- 本堂（観音堂）
戦争中には観音堂の隣に爆弾が落ちて堂が傾いたが、村民の手によって後方から丸太で支えられ、今でもその丸太で支えているという。
- 仁王門
仁王像は山頂の歩崎山山門から霞ヶ浦を見下ろすかのように立っている。
- 金毘羅権現社
展望台の脇にあり、金毘羅権現を祀る。現在も船舶の航海安全を祈念する漁師や地元民が絶えない。
- 参道
参道は2つある。現在は参道を降りたところが公園となっているが昔は湖畔にそのまま通じていた。勾配の急な坂と緩やかな坂に分かれる。
- 展望台
ここから見る景色は「茨城百景」の1つに数えられている。